# Philodendron grandifolium
Philodendron grandifolium, tipična vrsta roda filodendron. Domovina mu je tropski sjever Južne Amerike (Kolumbija, Venezuela, Gvajana, Surinam, Francuska Gijana).
Penjačica je i prvenstveno raste u vlažnom tropskom biomima.

## Sinonimi
- Arum grandifolium Jacq.
- Caladium grandifolium (Jacq.) Willd.
- Philodendron hookeri Schott
- Telipodus grandifolius (Jacq.) Raf.